# Hợp kim đúc chữ

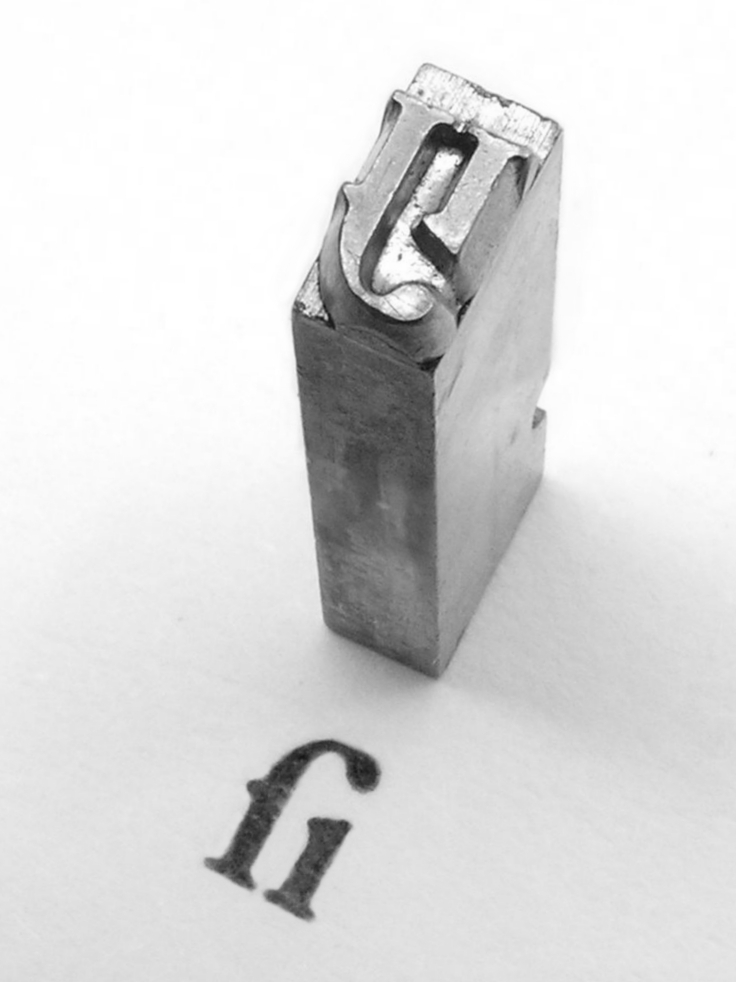
Hợp kim đúc chữ

Hợp kim đúc chữ là hợp kim của chì và nguuyên tố thiếc và ăng ti mon theo truyền thống dùng cho việc đúc chữ và sử dụng cho máy in khuôn.